# Portugal op het Eurovisiesongfestival 2006
Portugal nam deel aan het Eurovisiesongfestival 2006 in Athene, Griekenland. Het was de 41ste deelname van het land op het Eurovisiesongfestival. De RTP was verantwoordelijk voor de Portugese bijdrage voor de editie van 2006.

## Selectieprocedure
In tegenstelling tot de voorbije jaren werd  dit jaar de kandidaat gekozen via een nationale finale.
In totaal deden er 10 liedjes mee aan de finale en de winnaar werd gekozen door televoting en een jury.
Echter was er een gelijke stand , dus koos de jury de uiteindelijke winnaar.

| Volgorde | Artiest          | Lied                       | Jury | Televoting | Totaal | Plaats |
| -------- | ---------------- | -------------------------- | ---- | ---------- | ------ | ------ |
| 1        | Bruno Nicolau    | "Um dia direi"             | 5    | 3          | 8      | 6de    |
| 2        | Lara Afonso      | "Alma nova"                | 6    | 2          | 8      | 5de    |
| 3        | Madison Lucia    | "Na noite és tu e eu"      | 4    | 1          | 5      | 10de   |
| 4        | Mariafolia       | "Bem mais além"            | 1    | 7          | 8      | 9de    |
| 5        | Ricardo Moraes   | "Nunca mais te digo adeus" | 3    | 5          | 8      | 7de    |
| 6        | Vânia            | "Sei quem sou (Portugal)"  | 10   | 12         | 22     | 2de    |
| 7        | Natalie Insoandé | "Durmo com pedras na cama" | 8    | 4          | 12     | 4de    |
| 8        | Nonstop          | "Coisas de nada"           | 12   | 10         | 22     | 1ste   |
| 9        | Beto             | "O amor é uma fonte"       | 2    | 6          | 8      | 8ste   |
| 10       | Cuca             | "As minhas guitarras"      | 7    | 8          | 15     | 3de    |

## In Athene
In Griekenland moest Portugal optreden als negentiende in de halve finale, na Litouwen en voor Zweden.
Na de puntentelling bleek dat Portugal als negentiende was geëindigd met een totaal van 26 punten, wat niet genoeg was voor de finale.
Men ontving 1 keer het maximum van de punten.
Nederland en België hadden respectievelijk geen punten over voor deze inzending.

### Gekregen punten

#### Halve Finale
| 12 punten | 10 punten | 8 punten | 7 punten                  | 6 punten |
| --------- | --------- | -------- | ------------------------- | -------- |
| - Andorra |           |          | - Frankrijk - Zwitserland |          |
| 5 punten  | 4 punten  | 3 punten | 2 punten                  | 1 punt   |
|           |           |          |                           |          |

### Punten gegeven door Portugal

#### Halve Finale
Punten gegeven in de halve finale:
| 12 punten | Zweden                |
| 10 punten | Oekraïne              |
| 8 punten  | Finland               |
| 7 punten  | Rusland               |
| 6 punten  | Bosnië en Herzegovina |
| 5 punten  | Litouwen              |
| 4 punten  | Ierland               |
| 3 punten  | IJsland               |
| 2 punten  | België                |
| 1 punt    | Bulgarije             |

#### Finale
Punten gegeven in de finale:
| 12 punten | Oekraïne              |
| 10 punten | Roemenië              |
| 8 punten  | Zweden                |
| 7 punten  | Rusland               |
| 6 punten  | Finland               |
| 5 punten  | Ierland               |
| 4 punten  | Litouwen              |
| 3 punten  | Moldavië              |
| 2 punten  | Bosnië en Herzegovina |
| 1 punt    | Zwitserland           |

1964 · 1965 · 1966 · 1967 · 1968 · 1969 · 1970 · 1971 · 1972 · 1973 · 1974 · 1975 · 1976 · 1977 · 1978 · 1979 · 1980 · 1981 · 1982 · 1983 · 1984 · 1985 · 1986 · 1987 · 1988 · 1989 · 1990 · 1991 · 1992 · 1993 · 1994 · 1995 · 1996 · 1997 · 1998 · 1999 · 2000 · 2001 · 2002 · 2003 · 2004 · 2005 · 2006 · 2007 · 2008 · 2009 · 2010 · 2011 · 2012 · 2013 · 2014 · 2015 · 2016 · 2017 · 2018 · 2019 · 2020 · 2021 · 2022 · 2023 · 2024 · 2025